# 加尔甘蒂利亚
加尔甘蒂利亚，是西班牙埃斯特雷马杜拉卡塞雷斯省的一个市镇。总面积21平方公里，总人口491人（2001年），人口密度23人/平方公里。